# Karate tại Đại hội Thể thao Đông Nam Á 1987
Karate tại Đại hội Thể thao Đông Nam Á năm 1987 được tổ chức tại Jakarta, Indonesia, từ ngày 17 đến 19 tháng 9 năm 1987. Các vận động viên tranh tài ở hai nội dung chính là biểu diễn quyền (kata) và đối kháng (kumite), với các hạng mục dành cho cả nam và nữ. Đội chủ nhà Indonesia thể hiện sự ưu thế vượt trội khi giành được 11 tấm huy chương vàng, dẫn đầu môn karate.

## Tóm tắt kết quả

### Nam
| Nội dung          | Vàng                      | Bạc                       | Đồng                                     |
| ----------------- | ------------------------- | ------------------------- | ---------------------------------------- |
| Kata cá nhân nam  | Sumargono (INA)           | Gustaf Linileyan (INA)    | Paul Vung Ching Chin (MAS)               |
| Kata đồng đội nam | Indonesia (INA)           | Malaysia (MAS)            | Philippines (PHI)                        |
| Bantamweight      | Arivalagan Poonlyah (MAS) | Tan Boon York (MAS)       | Benjamin Beran (PHI) Frankie Karly (INA) |
| Featherweight     | David Sihotang (INA)      | Ramonato Capistrano (PHI) | Mursalim Bado (INA) See Seng Kiat (BRU)  |
| Lightweight       | Nasir Jasuari (INA)       | Edwin Villorente (PHI)    | Alan Shim (MAS) Kevin Ling (BRU)         |
| Middleweight      | Jeffrey Pontoh (INA)      | Sonny Fulok (INA)         | Phillip Teo (MAS) Wong Kee Vui (BRU)     |
| Lightheavyeweight | Abdul Somad (INA)         | Dany Hindrawan (INA)      | Chuan Goh Eng (MAS) Alex Sham (MAS)      |
| Heavyeweight      | Versus Bilalu (INA)       | P. Sabri (BRU)            | Jerome Logan (PHI) Johnny Su (MAS)       |
| Open              | Tommy Firman (INA)        | Muharno (INA)             | See Seng Kiat (BRU) Cyril Yapp (MAS)     |

### Nữ
| Nội dung         | Vàng                   | Bạc                   | Đồng                                     |
| ---------------- | ---------------------- | --------------------- | ---------------------------------------- |
| Kata cá nhân nữ  | Rita Hanafie (INA)     | Vera Simatupang (INA) | Jane Liu (MAS)                           |
| Kata đồng đội nữ | Indonesia (INA)        | Malaysia (MAS)        | Brunei Darussalam (BRU)                  |
| Bantamweight     | Wong Yik Ling (MAS)    | M. Dina (INA)         |                                          |
| Lightweight      | Anneke Mentari (INA)   | Tri Setiati (INA)     | Choon Kek Lai (MAS)                      |
| Middleweight     | Chan Foong Ching (MAS) | Rusyiah Syukur (INA)  | Mak Lai Fong (MAS) Rita Murdjiarso (INA) |

## Bảng huy chương
| Hạng               | Đoàn               | Vàng | Bạc | Đồng | Tổng số |
| ------------------ | ------------------ | ---- | --- | ---- | ------- |
| 1                  | Indonesia (INA)    | 11   | 8   | 3    | 22      |
| 2                  | Malaysia (MAS)     | 3    | 3   | 9    | 15      |
| 3                  | Philippines (PHI)  | 0    | 2   | 3    | 5       |
| 4                  | Brunei (BRU)       | 0    | 1   | 5    | 6       |
| Tổng số (4 đơn vị) | Tổng số (4 đơn vị) | 14   | 14  | 20   | 48      |